# East 143rd Street-St. Mary's Street
East 143rd Street-St. Mary's Street è una fermata della metropolitana di New York, situata sulla linea IRT Pelham. Nel 2015 è stata utilizzata da 298 462 passeggeri.
È servita dalla linea 6 Lexington Avenue/Pelham Local, sempre attiva.